# アンディ・ホイットフィールド
アンディ・ホイットフィールド（Andy Whitfield, 1971年7月17日 - 2011年9月11日）は、ウェールズ出身のオーストラリアの俳優、モデル。

## 来歴
シェフィールド大学で工学を学ぶ。卒業後、イギリスとオーストラリアのニューサウスウェールズ州でエンジニアとして働き、1999年、シドニーに移住（この時、後に自分の妻となる女性も同行した）。
2004年からオーストラリアのテレビドラマに出演を始め、2007年、『シャドウ・ワールド』で映画初主演。
2010年、アメリカのテレビドラマ『スパルタカス』の主演に抜擢される。ドラマは大好評を博し、シリーズ化される事になったが、同年3月、非ホジキンリンパ腫である事を公表、ドラマを降板して治療に専念していたが、2011年9月11日、18か月の闘病の末、40歳で死去した。
彼の訃報に『スパルタカス』のクリエイター、スティーヴン・S・デナイトや共演者のルーシー・ローレスから追悼のコメントが出された。
その後、リアム・マッキンタイアを代役に立てて、続編『スパルタカスII』、『スパルタカスIII ザ・ファイナル』が制作された。
2010年、Freddiew Wongの動画にFeatとして登場している。